# Akköprü (Dalaman Çayı)
Akköprü war ein Dorf mit einem historischen Brückenübergang über den Dalaman Çayı in Südwest-Anatolien in der Türkei im Landkreis Köyceğiz der Provinz Muğla und war bis 2011 bekannt als Rafting-Station. Seitdem liegt der Ort unter dem Wasserspiegel des Akköprü-Stausees. Der heutige Ort Akköprü dagegen, 5,5 km nördlich gelegen, ist identisch mit dem Dorf Demirli und gilt als „Stadtteil“ (Mahalle) der Kreisstadt (İlçe) Köyceğiz. Seine geographischen Koordinaten werden mit 36°55'13.3" N, 28°55'30.54" O angegeben.

## Zur generellen Lagesituation

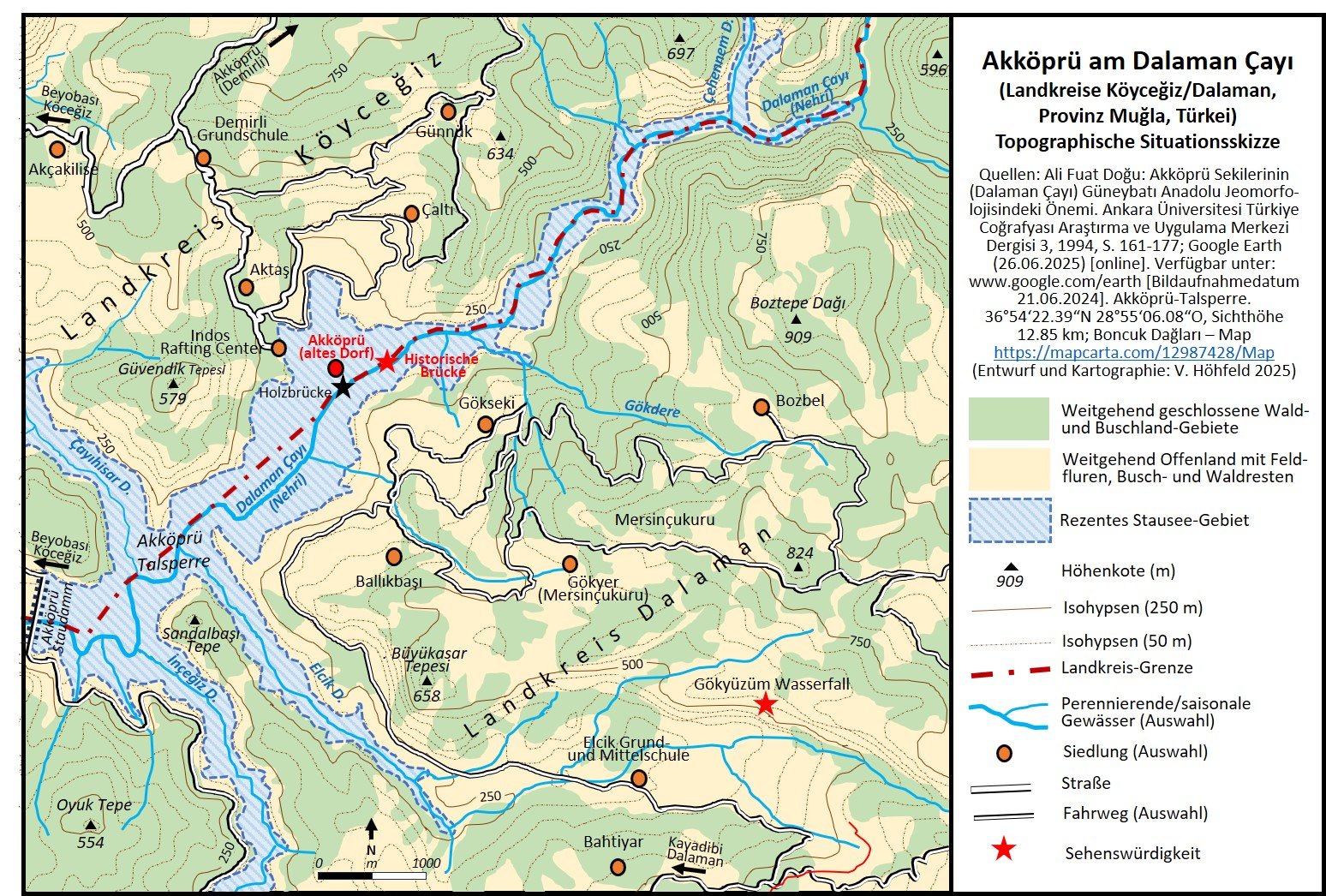
Die Kartenskizze zeigt die Lage des alten Dorfes Akköprü und der historischen Brücke im topographischen Umfeld der Akköprü-Talsperre am Dalaman Çayı.

Der alte Ort Akköprü lag am waldreichen Südostfuß des Sandras Dağı (2295 m) in den südlichen Ausläufern der zwischen 750 m und 2420 m hohen Gölgeli Dağları unmittelbar am Nordufer des Dalaman Çayı (auch Dalaman Nehri), einem wasserreichen Fluss, der am westlichen Ende des Taurusgebirges die Gölgeli-Gebirgskette im Osten über etwa 75 Kilometer begrenzend begleitet. Die abgelegenen Gölgeli Dağları gelten als besonders wichtiges Naturgebiet, das eine Vielzahl von Pflanzen- und Tierarten beherbergt, darunter Mischwälder aus Beständen von Rotkiefern (Pinus brutia), Schwarzkiefern (Pinus nigra), Zedern (Cedrus libani subsp. stenocoma) und Kermeseichen (Quercus coccifera), sowie Bergsteppen mit nur geringen landwirtschaftlichen Flächen für marginale Kleinviehhaltung und Kultivierung von Gemüse und Obst. Akköprü war Teil einer Streusiedlung, eines verstreuten Walddorfes (türkisch: Orman Köyü) mit 11 Ortsteilen und dem Dorfschafts-Zentrum Demirli, das schon 1891 mit diesem Namen belegt ist. Das Dorf Akköprü diente Mitte der 1990er Jahre noch als ländlicher Marktplatz in osmanischer Tradition zur Nahversorgung mit aneinandergereihten Buden um ein offenes Rechteck für die in periodischen Abständen, zuweilen mehrmals im Monat abgehaltenen Märkte. Der Platz war bis etwa 2011 während der Fertigstellung des Akköprü-Damms und der Aufstauung des Dalaman Çayı zum Akköprü-Stausee (türkisch: Akköprü Barajı) Teil dieser Dorfschaft Demirli (heutiger Name: Akköprü) am Nordufer des Flusses mit zwei Brückenübergängen zu dessen Südufer:
- eine jüngere hölzerne Brücke unmittelbar am Ort und
- eine historische Steinbrücke (die „Akköprü“, siehe unten) im Tal etwa 500 m oberhalb des Dorfes.

Der Dorfvorsteher von Akköprü, Mustafa Karahan, vermerkte 2011, dass beide Übergänge von den Bewohnern genutzt wurden und dass die Holzbrücke 1960 durch die örtlichen Forstbehörde gebaut worden war. Auf eben dieser Holzbrücke mit den geographischen Koordinaten 36° 55' 05'' N - 28° 56' 04'' O beim Dorf Akköprü befand sich die Wasserbeobachtungsstation 812 des Dalaman Çayı. Dieses Dorf am Dalaman Çayı ist ansonsten in keiner öffentlichen amtlichen Bevölkerungsstatistik der Türkei vermerkt. Bekannt ist nur, dass 2012 nach der Füllung des Akköprü-Stausees dort im Tal 40 Häuser und die oben bereits erwähnte historische Brücke überflutet waren. Der rezente Ort Akköprü im Landkreis (İlçe) Köyceğiz, „Stadtteil“ (Mahalle) der Kreisstadt Köyceğiz erscheint in älteren türkischen Statistiken als Ort (Dorf) Demirli im zentralen Amtsbezirk (Merkez Bucağı) Köyceğiz unter anderem 1975 mit 934 Einwohnern, 1985 mit 1236 Einwohnern und 1990 mit 1230 Einwohnern und hat gegenwärtig (2024) 931 Bewohner (mit deutlich abnehmender Tendenz).

## Akköprü als Rafting-Station

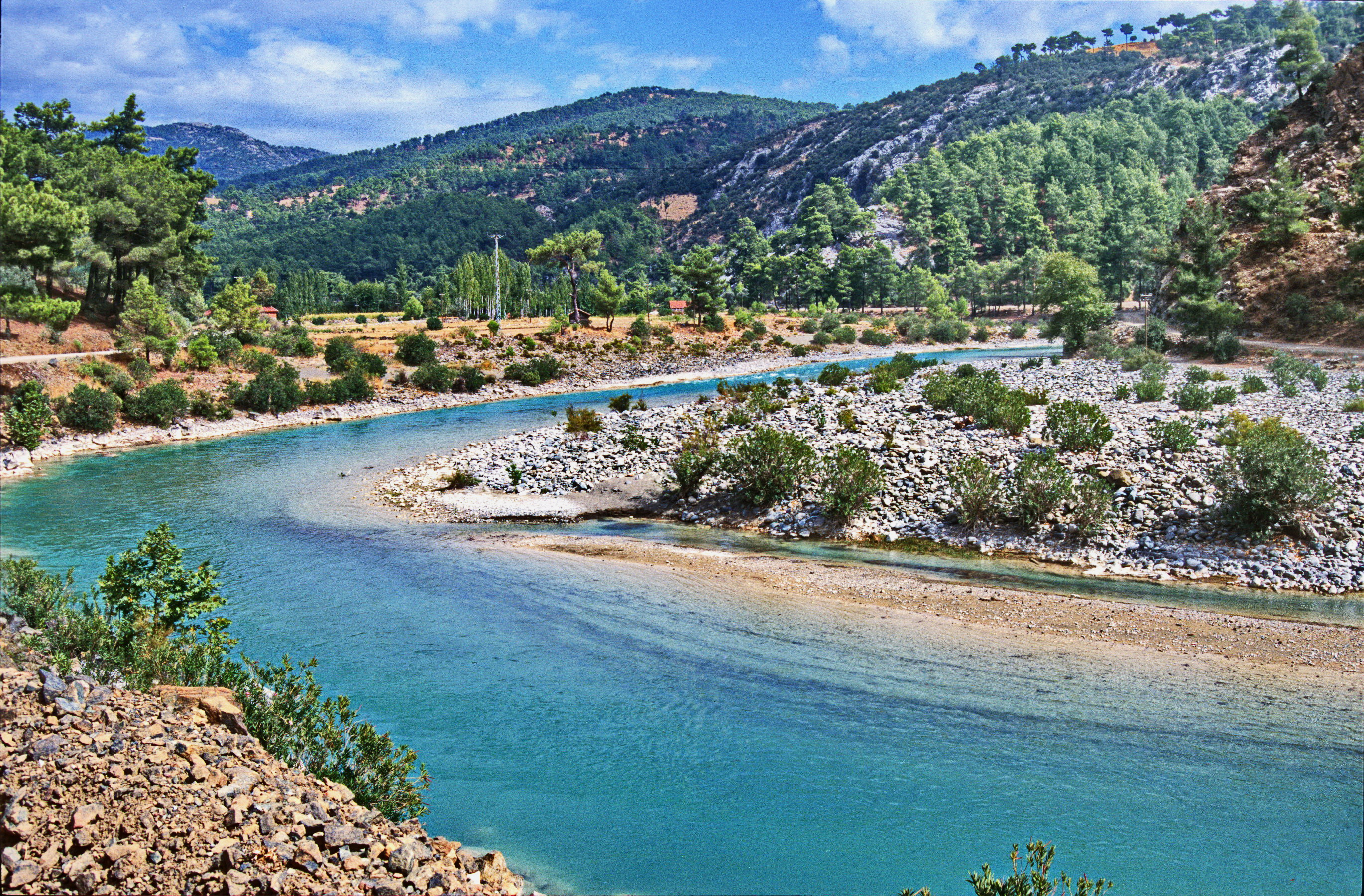
Blick in die Talweitung des Dalaman Çayı bei Akköprü im Oktober 1995

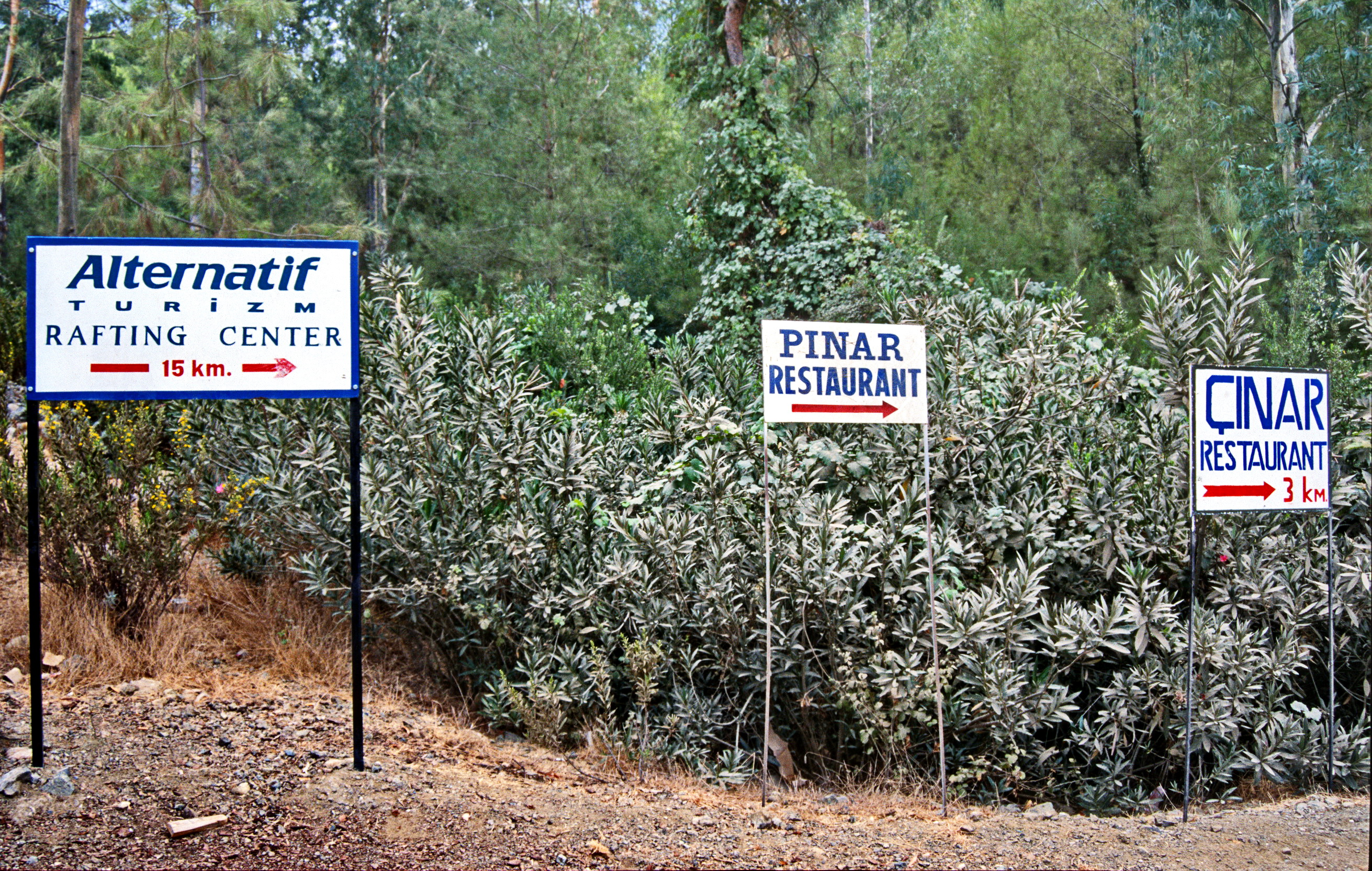
Hinweisschilder im Tal des Çayıhisar Deresi auf Rafting und andere touristische Einrichtungen bei Akköprü.

Der unmittelbar am Ufer des Dalaman Çayı eher abgeschiedene Ort Akköprü lag an einer der besten Rafting-Routen in der Türkei, auf der während der Touristensaison bis 2011 durchschnittlich 600 Menschen pro Tag Wildwasserbootfahren betrieben. Rafting auf dem Dalaman Çayı im Bereich von Akköprü war bis zur Fertigstellung des Akköprü-Damms ganzjährig möglich und zog aufgrund seiner Nähe zu touristischen Gebieten am Mittelmeer und an der Ägäis einheimische und ausländische Touristen an. Die Rafting-Punkte waren/sind von Marmaris, Dalyan, Fethiye, Turunç (Marmaris) und dem Flughafen Dalaman aus erreichbar. Was für den dortigen Rafting-Sport von entscheidender Bedeutung war: Im September und Oktober steigt der Wasserstand aufgrund zunehmender saisonaler Niederschläge im Einzugsbereich deutlich, und im Frühling fließt das Wasser des Dalaman aufgrund der Schneeschmelze mit großer Strömung. Der Ausgangspunkt zum Rafting auf dem Dalaman-Fluss lag etwa 12 km nördlich von Akköprü südlich des Dorfes Çubuklu. Die Gesamtlänge der Strecke betrug 22 km. Der Fluss passierte auf der zentralen 13 km langen Raftingstrecke kleine Wasserfälle und stellenweise enge Durchflüsse, die oberhalb des Dorfes Akköprü den Fluss in zwei Abschnitte teilten: in einen oberen Teil mit Rafting-Schwierigkeitsgrad 5 und einen unteren von Grad 3–4. Diese Partien liegen rezent zur Gänze unter dem Stausee. Ab Akköprü abwärts nimmt die Fließgeschwindigkeit ab und der Schwierigkeitsgrad sinkt auf 3. Ungefähr 10–12 km südlich des Dorfes Akköprü weitet sich das Tal, seine Tiefe nimmt ab und geht in die Ebene von Dalaman (Dalaman Ovası) über.
Mit der Fertigstellung der Akköprü-Talsperre war es von Seiten der betroffenen Rafting-Gesellschaften und der regionalen Bevölkerung zu Protesten gekommen, als die 21. Regionaldirektion des staatliche Wasserbauamtes (DSİ = Devlet Su İşleri) in einem Schreiben an das Büro des Kaimakam (Bezirksgouverneur) von Köyceğiz bekannt gegeben hatte, dass Rafting ab dem 30. März 2011 aufgrund des Akköprü-Staudamms und des damit verbundenen Wasserstands im Stausee verboten sei. Rafter argumentierten, dass durch diese Entscheidung jährlich durchschnittlich 4 Millionen Türkische Lira (damals etwa 93.000 Euro) an Einnahmen verloren gehen würden, die fast 50.000 einheimische und ausländische Touristen einbrachten. Auch die Überflutung der Brücken, die acht Dörfer verbanden, hatte die Dorfbewohner aufgebracht. Sie forderten eine Ersatzbrücke. Die Dörfer Akköprü, Pınarköy, Bozbel, Gürleyik, Kerte, Elcik, Narlı und Sazak seien davon betroffen. Man wies darauf hin, dass die deutschen, schwedischen und niederländischen Rafting-Nationalmannschaften hier trainierten und auch englische und russische Flusskanuten hierherkämen. Mit den Im Rafting Beschäftigten und ihren Familien sowie den Bewohnern der umliegenden Dörfer verdienten hier fast 1.500 Menschen ihren Lebensunterhalt. Daraufhin wurde eine Studie mit dem Ziel durchgeführt, das touristische Potential der Region zu schützen und zu entwickeln. Als Ersatz wurde eine neue 12 Kilometer lange Strecke angelegt, die vom Dorf Narlı (Landkreis Dalaman, 15 km nordöstlich von Akköprü) aus organisiert wird. Seitdem wird trotz des Akköprü-Staudamms auf dem Dalaman Çayı weiterhin Rafting betrieben - allerdings ohne spürbare staatliche Unterstützung und weitgehend über private Initiativen und nicht mehr bei Akköprü. Zudem hatte der Bau des Stausees die Rafting-Attraktivität in der ansprechenden Naturlandschaft um Akköprü deutlich gemindert: Die Kosten sind gestiegen und die Anfahrtswege wurden länger.

## Geologisch-morphologische Situation
Der Dalaman Çayı und seine Nebenarme haben innerhalb der waldreichen miozänen Landoberfläche schmale und tiefe Täler geöffnet, wobei vor allem das Umfeld von Akköprü von auffälliger Tektonik geprägt ist, was speziell an den Hänge in der von Nordwesten nach Südosten verlaufenden Verwerfungszone entlang des Büyükasar Tepesi, des Sandalbaşı Tepesi und des Kocakarayar Dağı auffällt. Paläozoisch-mesozoische Kalksteine sowie durch Verwerfungen unterbrochene, brekzienartige Melange, Peridotite und Serpentinite aus der Kreidezeit wurden dort über tertiäre Kalksteine und Flysch geschoben. Die Breite der heutigen Talsohle, die sich in weiten Teilen als schmaler Streifen um Akköprü erstreckt, beträgt stellenweise 150–200 m. Nordöstlich von Akköprü, im Tal des Dalaman Çayı einsetzend, und oberhalb der Mündung des Çayıhisar Çayı in den Dalaman stößt man auf quartäre Konglomerate und Alluvionen. Die Talsohlenfüllung aus Ton, Schluff, Schlick bis hin zu Kies und großen Blöcken beträgt Bohrungen zufolge bis zu 38 m. Durch tektonische Einflüsse konnten sich in den breiteren Talabschnitten Terrassen ausbilden, so dass die Talflanken ein stufenförmiges Aussehen erhielten, was als Reste älterer Talböden die alten Pegelstände des Dalaman-Flusses repräsentiert.

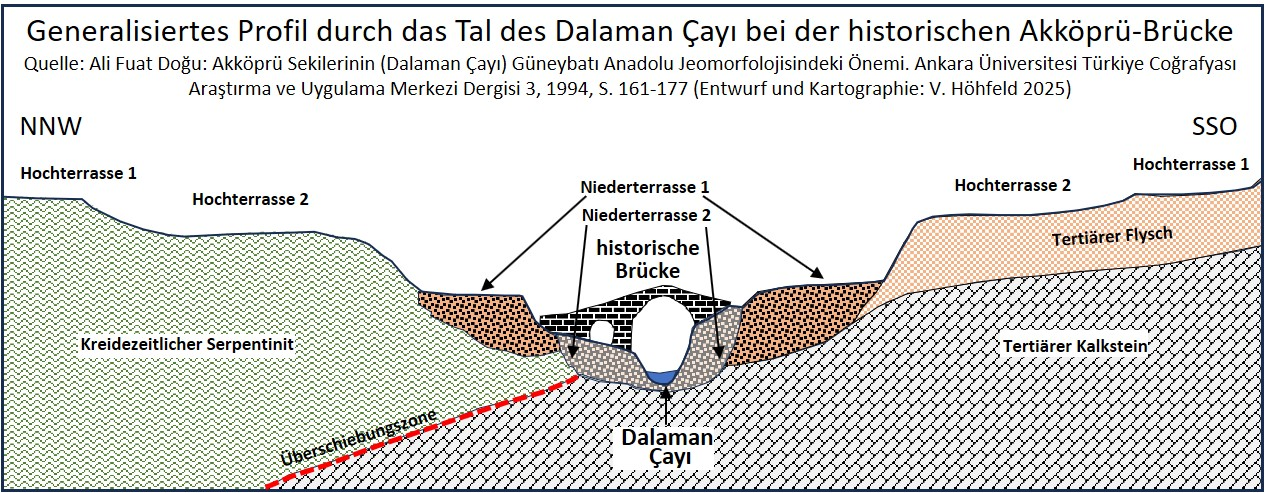
Geologisches Profil durch das Tal des Dalaman Çayı bei der historischen Akköprü-Brücke (generalisiert).

Diese „Akköprü-Terrassen“ bilden zwei Gruppen auf vier verschiedenen Ebenen und werden als „Hochterrasse 1“, „Hochterrasse 2“ und „Niederterrasse 1“ und „Niederterrasse 2“ bezeichnet. Die oberen beiden dieser vier Terrassen auf 300–400 m bzw. 200–300 m Höhe sind nicht von Terrassenfüllungen bedeckt, was auf tektonische Prozesse hinweist, während auf den unteren auf 130–150 m und 90–110 m Höhe Konglomerat-Ablagerungen auffallen. Auch im Talbereich des Çayhisar Çayı, der südlich von Akköprü in den Dalaman-Bach mündet, gibt es solche flachen Hangpartien, die den niedrigen Akköprü-Terrassen entsprechen. Das gut gerundete Terrassenmaterial aus hauptsächlich Kieseln und Blöcken von Kalkstein bzw. Serpentinit ist das Produkt einer starken Strömung während einer Regenperiode im Pleistozän. Die Schotterstücke sind partiell mit zementartigen kalkigen Bindemittel verklumpt und variieren im Durchmesser zwischen 0,5 mm und 30 cm, wobei auch deutlich größere Blöcke vorkommen.

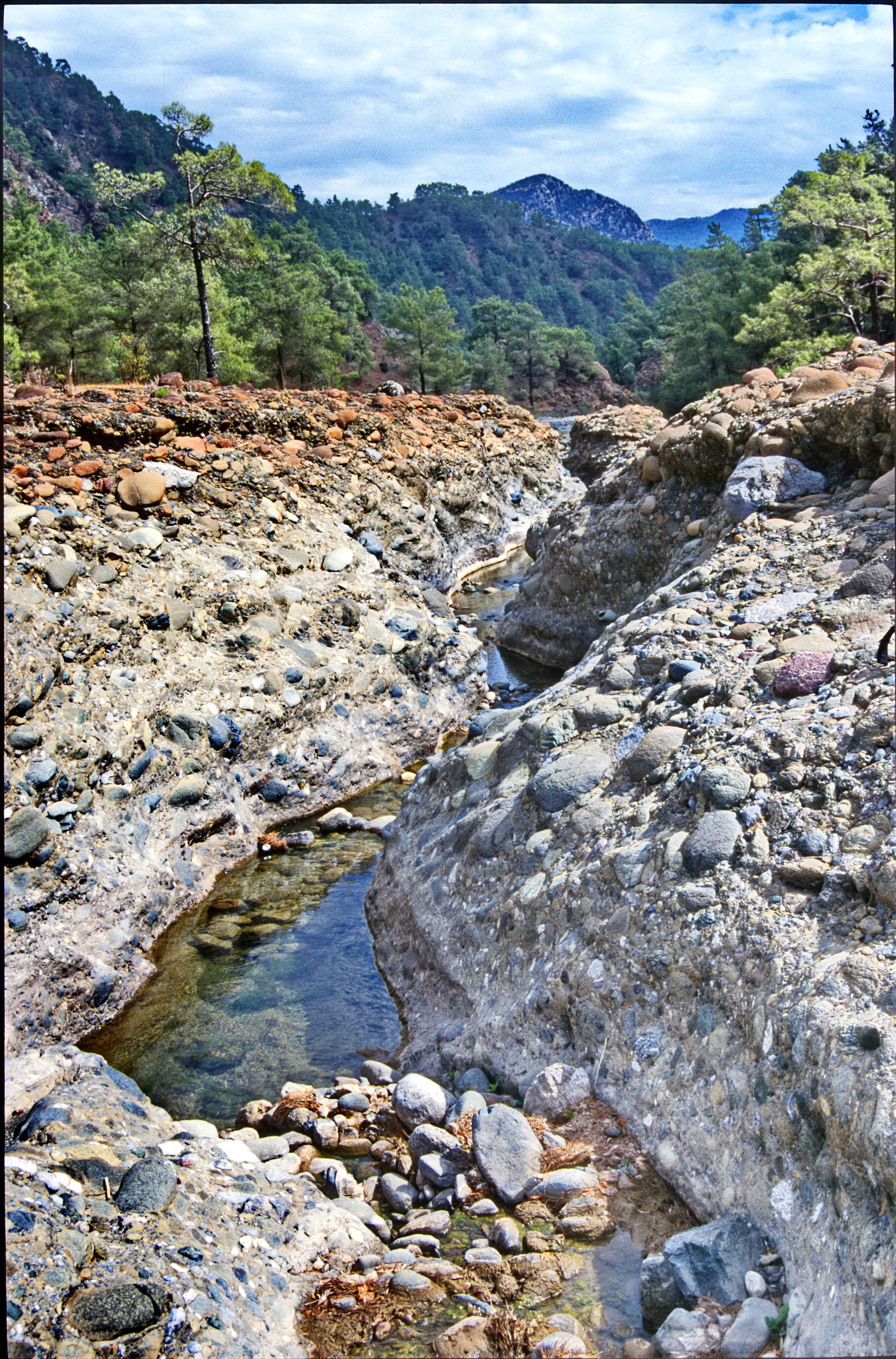
Die Terrassenschotter im Bachbett des Çayhisar (untere Niederterrasse) bei Akköprü sind mit Kalksteinzement stabil verfestigt.

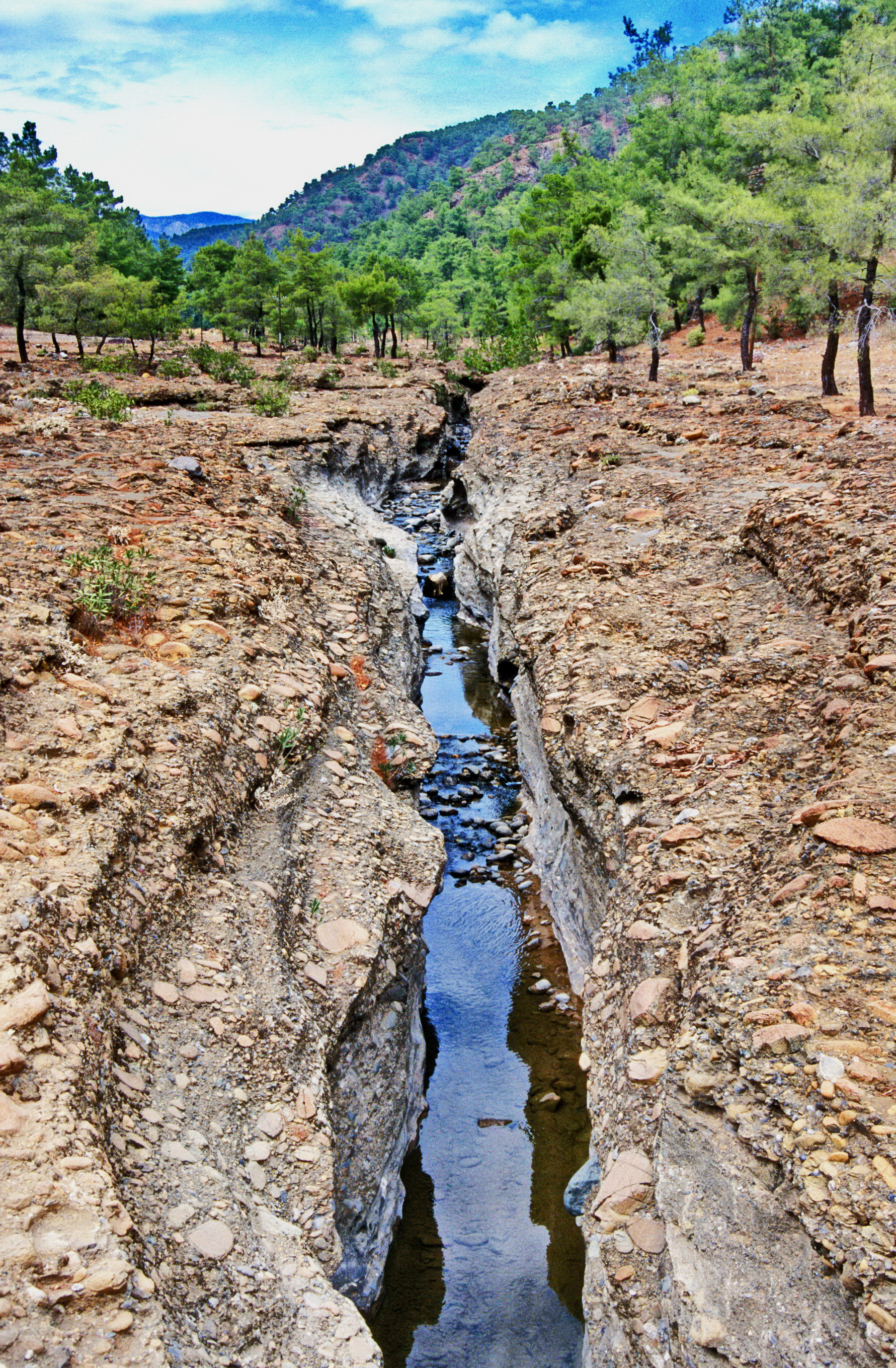
In der Niederterrasse des Çayhisar Deresi bei Akköprü fließt der Bach aufgrund tektonischer Vorgänge in einer schmalen und tiefen kanalartigen Schlucht innerhalb der „zementierten“ Terrassenfüllung.

3 km südwestlich der Siedlung Akköprü, wo der Bach Çayhisar Çayı in den Dalaman Çayı mündet, erstrecken sich derartige Terrassen in zwei Ebenen talaufwärts, weisen aber andere Merkmale auf, auch wenn das Material hier und bei den Akköprü-Terrassen in etwa den gleichen Charakter hat. Vor allem die unteren sind dort im Gegensatz zu den Terrassen von Akköprü noch deutlich fester zementiert und erstrecken sich als schmale und lange Streifen über die Talhänge. Das gilt besonders auch für die unteren Terrassen, wo sie noch fester zementiert sind. Speziell die Schotter der untersten Çayhisar-Terrasse aus Serpentinit- und Kalksteinblöcken sowie großen Kieselsteinen ist mit einem festen Kalksteinzement verklebt. Der Bach fließt dort in einer schmalen, oft nur 1–2 m breiten Schlucht, die an einigen Stellen 6–7 m Tiefe misst. Auf derartigen Sediment-Fundamenten wurde auch die historische Akköprü-Brücke über den Dalaman Çayı errichtet.

## Akköprü, die historische Brücke über den Dalaman Çayı

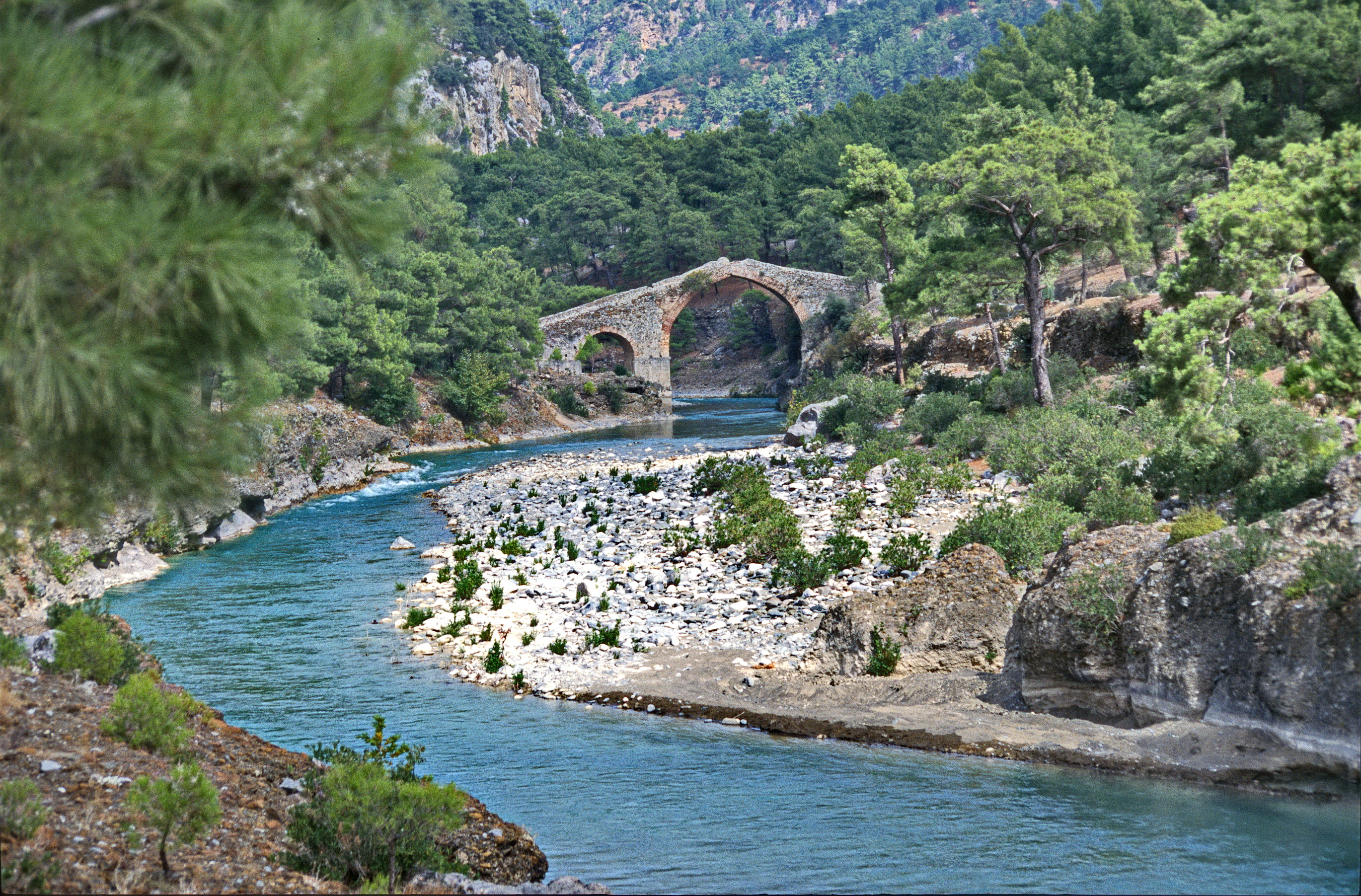
Blick auf die byzantinische Akköprü (Weiße Brücke) über den Dalaman Çayı aus der Richtung des alten Dorfes Akköprü 1995.

Etwa 500 m oberhalb des unter den Wassern des Akköprü-Stausees verschwundenen Dorfes Akköprü steht die einzige bisher bekannte historische Bogenbrücke über den Dalaman Çayı (in der Antike: Indos), die „Akköprü“. Sie ist heute ebenfalls vom Stausee überflutet. Ihre Bezeichnung (türkisch für „Weiße Brücke“) geht wahrscheinlich auf die Kalk-Sinterungen zurück, die sich in Zeiten starker Strömung und hohen Wasserstandes auf dem hellen Kalkstein der Brückenköpfe und dem Ziegelmauerwerk der Bögen abgesetzt hatten.

### Forschungsgeschichte
Die erste Erwähnung der historischen Brücke bei Akköprü findet sich beim deutschen Philologen, Lehrer und Forschungsreisenden Julius August Schönborn in seinem Tagebucheintrag zum 23. Oktober 1841: „Hier traf man im Süden des Uferdorfes Gürlik [vermutlich Gürleyik bzw. Gürlek am Gürlek Çayı, Dalaman ] den Strom so stark angeschwollen, wie den Mäander bei Denizli, dabei sehr tief und von reißendem Laufe. Bald wurde hier die Prachtbrücke von 3 Steinbogen [! wohl ein Beschreibungsfehler der Akköprü], 50 Fuß über den Spiegel des Stromes sich hinwölbend, erreicht, die zum Teil aus Quadern, anderen Teils aus Bruchsteinen erbaut ist, aber sehr steil emporsteigt. […] Sie ist wohl die einzige Brücke dieser Art über den Dalaman Tschai, über dessen unteren Lauf bis zum Meer keine zweite bekannt ist.“ Die zweite Erwähnung der Brücke durch den Archäologen Otto Benndorf und den Architekten George Niemann erfolgte bei deren gescheitertem Versuch, den Indos über die Akköprü zu überqueren: „Bis auf einen Karawanenweg, der aus der Seenebene von Kaunos her über eine steinerne Brücke des Dolomantschai bei Akköprü nach Gürlek und von da an den Nordabhängen des Eldschik- und Garkün-Dagh hinauf nach Pimas führt, gebricht es jetzt anscheinlich überall an sicher verfolgbaren Strassen.“ Eine weitere Beschreibung der Brücke findet sich kurz nach dem Zweiten Weltkrieg beim türkischen Geographen Hüseyin Saraçoğlu, der die Brücke auch vermessen hat. Eine genauere Betrachtung des Bauwerks von 1995 lieferten Hansgerd Hellenkemper und Friedrich Hild erst Anfang des 21. Jahrhunderts in ihrer Landschaftsgeschichte über Lykien und Pamphylien. Sie verweisen dabei auf den Dalaman Çayı für den Holzexport, in erster Linie aber auf die Akköprü-Brücke als Bindeglied für den Fernverkehr auf einer einst vielbegangenen Straße von der Akköprü nach Gürlik, an der auch Hane standen, in die Kibyratis, von Kaunos via Akköprü nach Kibyra und Fortsetzung durch das Lysis-Tal in Nordwestpamphylien nach Praetoria (Burdur)/Lysinia in Pisidien bereits in byzantinischer Zeit.
Die bislang letzte grundierte Untersuchung zur Akköprü-Brücke über den Dalaman Çayı veröffentlichte nur wenige Jahre vor deren Flutung der türkische Althistoriker Mustafa Adak 2006 in einem Artikel in der Zeitschrift Gephyra.

### Zur Geschichte der Brücke
Die Akköprü-Brücke hatte bis Mitte der 1960er Jahre einen auffällig guten Erhaltungszustand und wurde von den Einheimischen offenbar eifrig benutzt. Sie war erst 1934 auf Befehl Atatürks und auf Anweisung von Ministerpräsident İsmet İnönü durch eine modernere Betonbrücke südöstlich von Gölbaşı (Landkreis Ortaca, Provinz Muğla) ergänzt worden, um die Ägäis-Region mit der Mittelmeer-Region zu verbinden, die kürzlich (2023) als „historische Atatürk-Brücke“ restauriert wurde. Der wassereiche Fluss, dessen Unterlauf in der antiken (römischen) Geographie traditionell als Grenze zwischen Lykien und Karien angesehen wurde und im Mittel- und oberen Unterlauf durch tiefe Schluchten zwischen den Gebirgszügen des Tarbelos (Sandras Dağı) und Antikragos (Boncuk Dağları) fließt, wurde noch bis in das 20. Jahrhundert zum Abflößen des auf den Hängen der umrahmenden Gebirge gefällten Holzes genutzt. Die Akköprü-Brücke war in Regenzeiten vollständig überflutet und daher nicht immer benutzbar. Sowohl der Ort Akköprü am Flussufer, als auch die rezente Talsperre, leiten ihren Namen von diesem Brückenbauwerk her.
Obwohl der Dalaman Çayı besonders im Bereich seines Mittellaufs ein beachtliches Hindernis dargestellt haben dürfte, hatte er andererseits aber auch für die Verkehrsverbindung zwischen Küste und der Kibyratis bzw. dem Mäandertal in der Antike eine wichtige Rolle gespielt, was einen Brückenübergang nötig machte. Der Warentransport erfolgte damals mit Lasttieren, weil die Straßen wegen der schwierigen Topographie für Wagenverkehr ungeeignet waren, was an noch sichtbaren Stücken alter Trassen erkennbar ist. Die Brücke über den Dalaman Çayı (Indos) diente bereits in der Antike als ein wichtiger Übergang und wird durch Reste einer Pflasterstraße bestätigt: Sie ist auf der Südostseite des Flusses über ca. 5 km bis zum Dorf Bozbel verfolgbar. Sie dürfte andererseits nordwestlich des Flusses über Beyobası geführt haben und ein anderer Arm der Straße in nordöstlicher Richtung über Gürlek in die Kibyratis. Ein weiterer Zweig ging wohl in südöstlicher Richtung über Akbel in die Oktapolis (antike Stadt bei Kızılkaya im Landkreis Bucak, Provinz Burdur) und schloss damit an das lykische Straßennetz an. Andere Trassenführungen sind aufgrund der Geographie der Gegend kaum denkbar gewesen.  Hansgerd Hellenkemper und Friedrich Hild vermerken dazu:

„Die Straße von Kaunos in die Kibyratis – Kibyra war ein Verkehrsknotenpunkt für Lykien – ist weder durch Meilensteine, noch durch antike Itinerarien bezeugt. Die Strecke muss aber für die Kibyratis wichtig gewesen sein, wie die spätosmanische [?] Akköprü (mit antiken Spolienquadern in den Fundamenten) zeigt, die den Indos (Dalaman Çayı) einige hundert Meter stromaufwärts einer neuen Brücke überquerte. Von Kaunos kam man wahrscheinlich über Euxinē (Okçular, Ortaca/Muğla) nach Beyobası und folgte dann dem Westufer des Indos. Ein Karawanenweg war im Unterlauf des Flusses zumindest seit dem Spätmittelalter ausgebaut (alte Wegespuren und ein verfallener Han). Über den Marktort Akköprü erreichte man die Brücke Akköprü, die man nach Osten überquerte, um in steilen Serpentinen den Aufstieg nach Yukarı (Aşağı) Gürlek (Görlek) zu beginnen. Von Gürlek erreichte man Karabayır, das an der von Makrē (Fethiye) über Kadyanda nach Kibyra führenden Fernstraße liegt. Von der Akköprü gab es über Gürlek, Karabayır und Deyne vermutlich eine alte Querverbindung, die in Deyne [heute Kirazlıyayla (auch Değne), Landkreis Çameli, Provinz Denizli] von der direkten Straße nach Kibyra abzweigte und über Bozbelen (Bozalan) und Pırnaz (Elmalıyurt) nach Bubōn (İbecik) führte; von dort zog ein Weg über Kavaklıpınar und Trimilis (Altınyayla/Dirmil) ebenfalls nach Kibyra. […] In Karabayır mündete die über die Akköprü aus Kaunos kommende Route nach Kibyra ein. […] Von Deyne zweigte die oben beschriebene Querverbindung von der Akköprü nach Bubōn und weiter nach Kibyra ab.“

In der Moderne erreichte man bis zur Aufstauung des Flusses durch die Akköprü Barajı den an den südwestlichen Hängen der Boncuk Dağları, etwa 32,5 km nordöstlich von Kaunos gelegenen Flussübergang bei Akköprü über eine teilweise asphaltierte Straße, die etwas östlich vom Köyceğiz-See von der Küstenstraße von Fethiye nach Muğla abbiegt und durch das Dorf Beyobası (Köyceğiz/Muğla) sowie das Tal des Çayıhisar Deresi führte (siehe unten, inzwischen geflutet durch den Akköprü-Stausee).

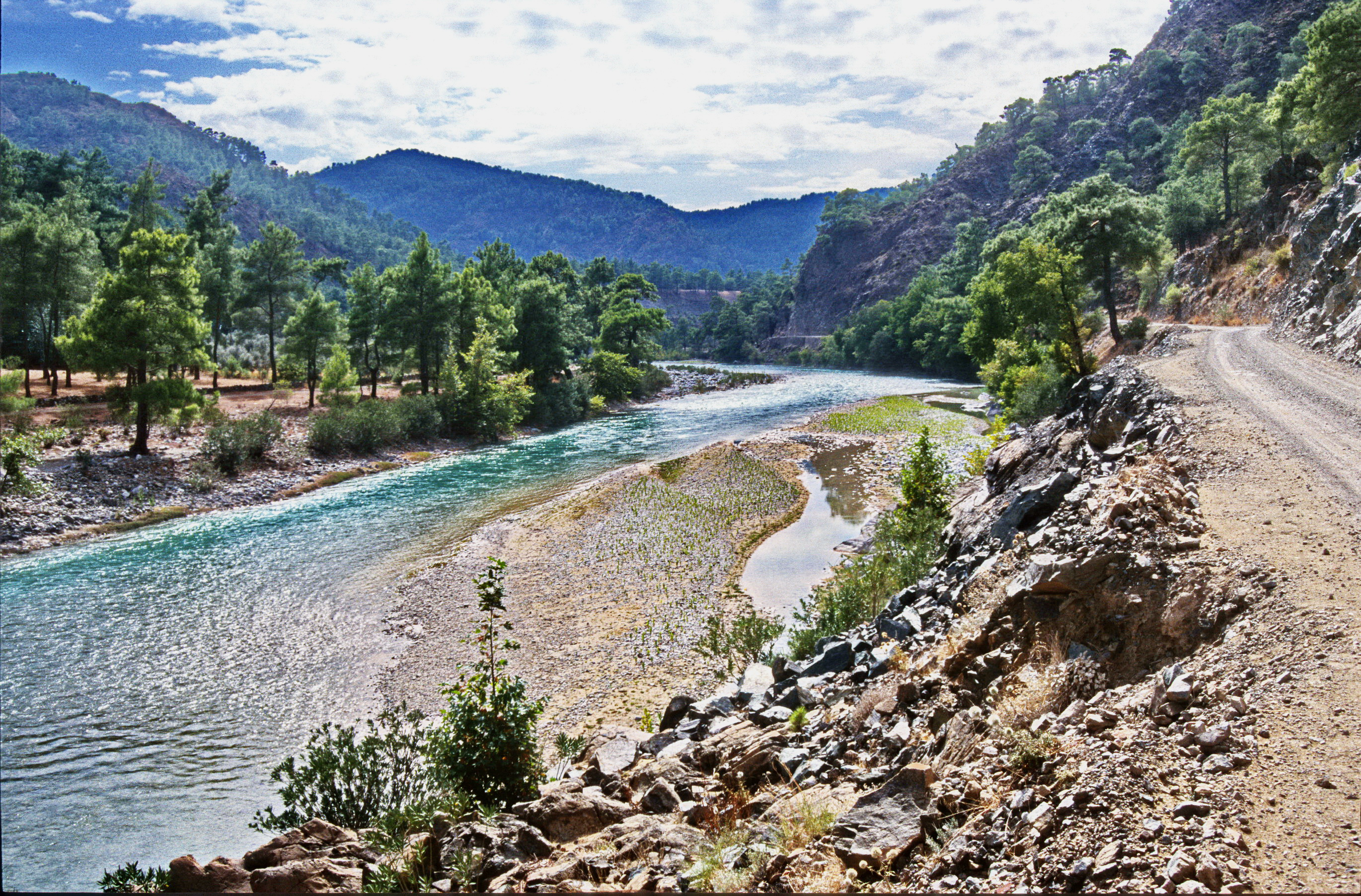
Zufahrtsweg entlang des Dalaman Çayı zur historischen Brücke bei Akküprü im Herbst 1995.

### Bauausführung

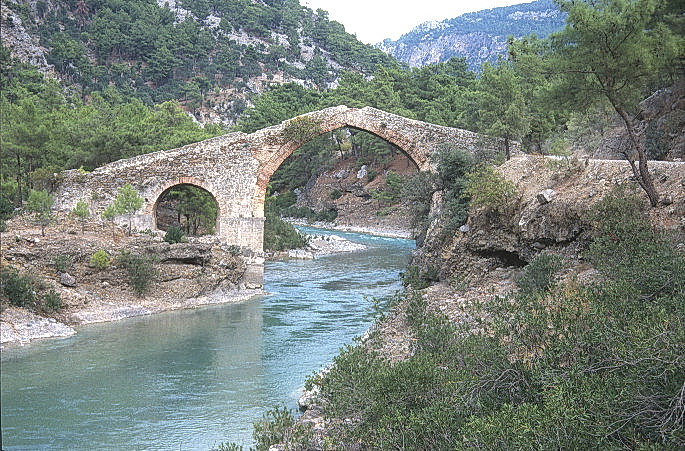
Byzantinische Brücke Akköprü über den Dalaman Çayı (Südwest-Ansicht).

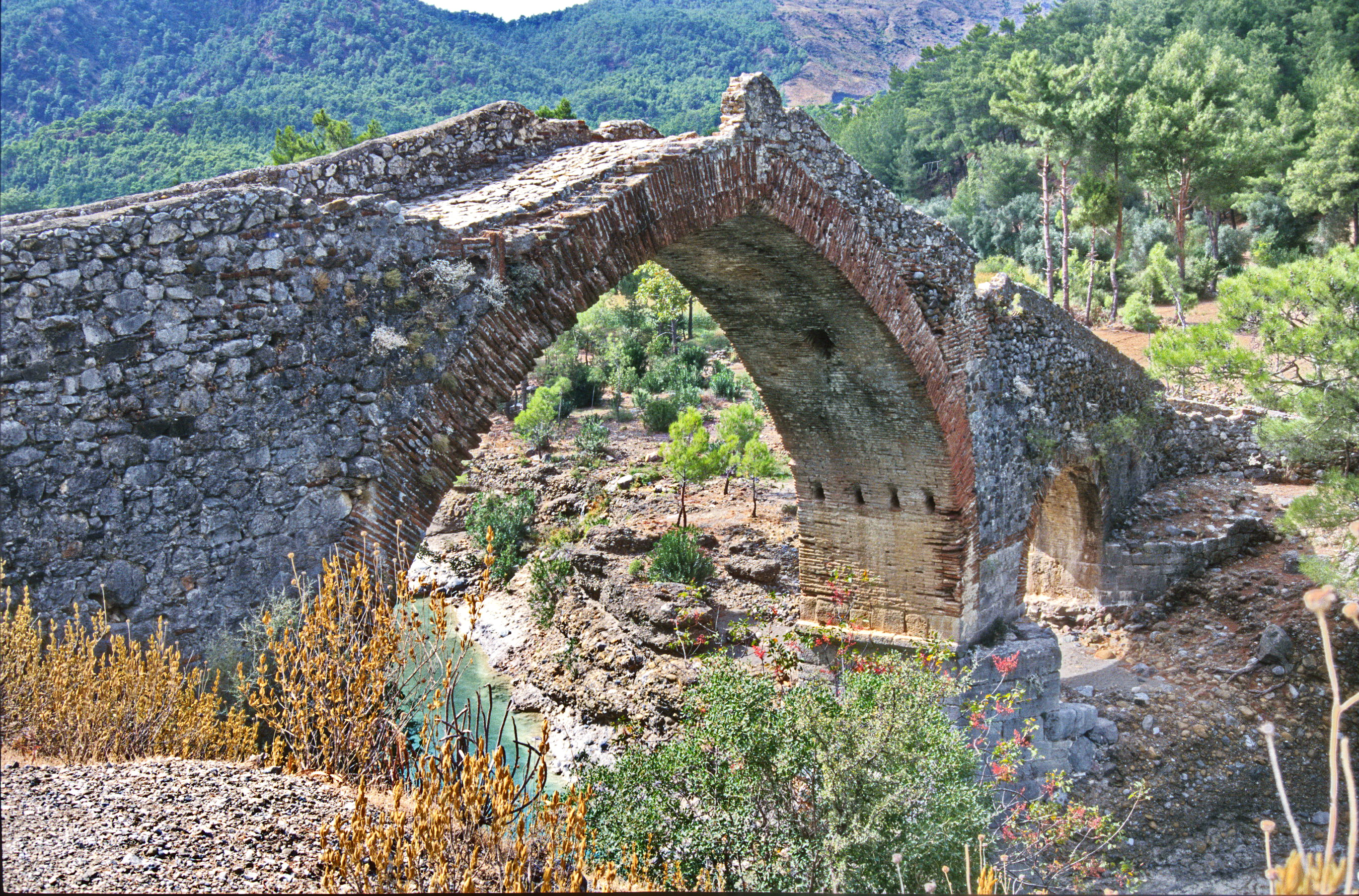
Byzantinische Brücke Akköprü über den Dalaman Çayı (Nordostseite).

Die zweibogige Brücke Akköprü überspannte mit einer Länge von ca. 52 m (mit Rampe etwa 70 m) den von Nordosten kommenden Fluss am Ende einer Schlucht. Der Unterbau, dessen massiver 4,12 m dicker, 2,80 m breiter und 1,80 m hoher Mittelpfeiler stromaufwärts als dreieckiger Wellenbrecher ausgeführt war, war bis zu den Bogenansätzen aus glatt behauenen Kalksteinblöcken geschichtet, während die äußere Mauerschale aus einem Konglomerat von Bruchsteinen und groben Kieseln bestand. Die Verwendung verschiedener Baumaterialien verlieh der Brücke ein wenig homogenes Aussehen, was durch die Teilverputzung des Baus noch verstärkt wurde. Die beiden aus Ziegeln errichteten Bögen wichen in ihrer Form voneinander ab: Während der kleinere mit 6,40 m Spannweite halbkreisförmig in römischer Brückenbautradition gewölbt war und mit einer einzigen Ziegellage auskam, wurde der große über dem eigentlichen Flusslauf mit 19 m Spannweite als „gestauchter“ Spitzbogen ausgeführt, dessen Tonnengewölbe aus zwei übereinanderliegenden, radial aufgemauerten Ziegelschichten bestand. Bei den Backsteinen handelte sich um rechteckige 59 cm lange und 5 cm dicke Platten. Die 0,97 m hohe Brüstung aus Bruchsteinmauerwerk war bis auf Teile über dem weiten Bogen erhalten. Die Straßenpflasterung mit einer Breite der Fahrbahn zwischen 2,85 und 3,05 m, in der sich keine Wagenspuren feststellen ließen, bestand aus großen Flusskieseln.

### Datierung
Im kleinasiatischen Raum ist die Zahl der einwandfrei der byzantinischen Zeit zuweisbaren Brücken sehr gering. So vermerkte Mustafa Adak: „ … die wahrscheinlich im 6. Jhdt. n. Chr. entstandene Akköprü bereichert aufgrund ihrer formalen Gestaltung unser Wissen über die byzantinische Baukunst.“ 1995 wurde die Brücke allerdings irrtümlich noch als „spätosmanisch“ bezeichnet (siehe oben). Nach Schönborn sollte der Unterbau der Brücke dagegen noch in der Antike entstanden sein, dem aber Hellenkemper und Hild widersprachen. Einen wichtigen Anhaltspunkt für die exaktere Datierung lieferte die mühsame Entzifferung der Bauinschrift durch Mustafa Adak, Murat Arslan und Burak Takmer von der Akdeniz Universität (Antalya). Sie enthält das Monogramm des Scholastikers Ioannes (Johannes), ein sogenanntes Kastenmonogramm, das nur in frühbyzantinischer Zeit verbreitet war, ab der Mitte des 6. Jahrhunderts aber durch andere Monogramme ersetzt wurde. Anhand dieser 6,80 m langen Bauinschrift mit dem griechischen (byzantinischem) Text Θεοῦ θέλοντος ἔκτισεν Ἰ(ω)άν(νη)ς χ(ωρεπίσκοπος) [oder σχ(ολαστικός)] (?) [Theou thélontoϛ éktisen Íoan(ní)s ch(orepískopos) [oder sch(olastikós)] (?), frei übersetzt: „So Gott wollte, baute Johannes der Chorknabe (oder Scholastiker) (?) (diese Brücke)“] über dem kleinen Bogen auf der Südseite der Brücke konnte 2006 die zeitliche Einordnung der Akköprü anhand der Buchstabenformen rekonstruiert werden. Basierend auf einer paläographischen Analyse der Inschrift mit späteren Reparaturen am Ziegelmauerwerk an der Südseite erscheint das 6.–7./8. Jahrhundert als Entstehungszeit der Indos-Brücke "Akköprü"  als wahrscheinlich. Allerdings war der Brücken-Unterbau aus Spolien unterschiedlich großer Kalksteinquader errichtet worden, die vermutlich von einem Vorgängerbau herrührten. Da in der näheren Umgebung keine sonstigen antiken Siedlungsspuren nachweisbar sind, hatte dort möglicherweise bereits in römischer Zeit eine Brücke gestanden.

### Fragwürdige Konservierung?
Als der Projektleiter des Akköprü-Staudamms und des türkischen Wasserkraftwerks (HESS; Hidro Enerji Sentral Sanayi), İlker Akar, u. a. gegenüber Reportern  der CNN Türk am 4. April 2011 erwähnte, dass die historische Akköprü vom Damm überflutet würde, regte sich bei vielen Menschen im In- und Ausland das historische Gewissen gegenüber dem mehrere Jahrhundert alten Brückenbauwerk. Der Projektleiter erklärte daraufhin, dass Arbeiten zur Konservierung der Brücke durchgeführt wurden, um Schäden an ihr zu verhindern und sie in den kommenden Jahren wieder ans Licht zu bringen: „Die an der Akköprü begonnenen Restaurierungsarbeiten sind abgeschlossen. Sie wurde komplett mit Lehm und Gestein gefüllt und geschützt. Sie wird vom Wasser des Staudamms überflutet, das allmählich ansteigt. In den kommenden Tagen wird sie vollständig unter Wasser stehen. Wenn der Staudamm das Ende seiner Lebensdauer erreicht, also etwa 200 Jahre später, kann sie ausgegraben werden. Wir haben uns in der Geschichte einen Namen gemacht, indem wir in einigen Teilen der Brücke Informationen zu Informationszwecken für die Generationen dieser Zeit geschrieben haben. Darüber hinaus haben wir den Heiligen Koran und die Namen von etwa 1.300 Mitarbeitern geschrieben, die bisher am Bau des Staudamms gearbeitet haben.“ Wieweit diese Konservierung dem Wasserdruck der Akköprü-Talsperre auf Dauer (200 Jahre) standhalten wird, ist eher fraglich.